# Trophée des champions 2008
Navigation
Lyon 2007 Montréal 2009
L'édition 2008 du Trophée des champions est la 32e édition du Trophée des champions. Le match oppose l'Olympique lyonnais, champion de France 2007-2008 et vainqueur de la Coupe de France 2007-2008 aux Girondins de Bordeaux, vice-champions de France. 
Le match arbitré par Bertrand Layec se déroule le 2 août 2008 au stade Jacques-Chaban-Delmas à Bordeaux. À la fin du temps réglementaire (90 minutes de jeu), le score est de 0-0. Aucune prolongation n'est jouée. Les Bordelais s'imposent lors de la séance de tirs au but sur le score de 5 à 4 et remportent ainsi leur premier Trophée des champions, mettant ainsi fin à la série de six victoires consécutives des Lyonnais dans cette compétition. Le Marocain Marouane Chamakh est élu homme du match.

## Feuille de match
Les règles du match sont les suivantes : la durée de la rencontre est de 90 minutes. S'il y a toujours match nul, une séance de tirs au but est réalisée. Trois remplacements sont autorisés pour chaque équipe.
| 2 août 2008   | FC Girondins de Bordeaux                                                    | 0-0         | Olympique lyonnais                                                  | Stade Jacques-Chaban-Delmas                     |                                                 |
| 17:55 (UTC+2) |                                                                             | (0-0)       |                                                                     | Spectateurs : 27 167 Arbitrage : Bertrand Layec | Spectateurs : 27 167 Arbitrage : Bertrand Layec |
| 17:55 (UTC+2) | Rapport                                                                     |             |                                                                     | Spectateurs : 27 167 Arbitrage : Bertrand Layec | Spectateurs : 27 167 Arbitrage : Bertrand Layec |
| 17:55 (UTC+2) | 5 · Fernando · Cavenaghi · Wendel · Bellion · Gourcuff · Jurietti · Diawara | Tirs au but | 4 · Benzema · Bodmer · Källström · Govou · Grosso · Toulalan · Cris | Spectateurs : 27 167 Arbitrage : Bertrand Layec | Spectateurs : 27 167 Arbitrage : Bertrand Layec |

| Bordeaux |  | Lyon |

| Gardien de but | 16            | Ulrich Ramé        |     |     |  |
|                | 6             | Franck Jurietti    |     |     |  |
|                | 14            | Souleymane Diawara |     |     |  |
|                | 3             | Henrique           | 87e |     |  |
|                | 21            | Mathieu Chalmé     |     |     |  |
|                | 4             | Alou Diarra        |     | 69e |  |
|                | 17            | Wendel             |     |     |  |
|                | 8             | Yoann Gourcuff     |     |     |  |
|                | 5             | Fernando           | 85e |     |  |
|                | 7             | Yoan Gouffran      |     | 73e |  |
|                | 29            | Marouane Chamakh   |     | 83e |  |
| Remplaçants :  |               |                    |     |     |  |
|                | 30            | Mathieu Valverde   |     |     |  |
|                | 27            | Marc Planus        |     |     |  |
|                | 28            | Benoît Trémoulinas |     |     |  |
|                | 19            | Pierre Ducasse     |     |     |  |
|                | 9             | Fernando Cavenaghi |     | 69e |  |
|                | 11            | David Bellion      |     | 83e |  |
|                | 26            | Gabriel Obertan    |     | 73e |  |
| Entraîneur :   |               |                    |     |     |  |
|                | Laurent Blanc |                    |     |     |  |

| Gardien de but | 1  | Hugo Lloris         |     |     |
|                | 11 | Fabio Grosso        |     |     |
|                | 5  | Mathieu Bodmer      | 45e |     |
|                | 3  | Cris                |     |     |
|                | 20 | Anthony Réveillère  |     |     |
|                | 19 | César Delgado       |     | 86e |
|                | 28 | Jérémy Toulalan     | 38e |     |
|                | 17 | Jean II Makoun      |     |     |
|                | 14 | Sidney Govou        |     |     |
|                | 18 | Miralem Pjanić      |     | 71e |
|                | 10 | Karim Benzema       |     |     |
| Remplaçants :  |    |                     |     |     |
|                | 30 | Rémy Vercoutre      |     |     |
|                | 2  | François Clerc      |     |     |
|                | 4  | Jean-Alain Boumsong |     |     |
|                | 6  | Kim Källström       |     | 86e |
|                | 34 | Jérémy Pied         |     |     |
|                | 21 | Milan Baroš         |     | 71e |
|                | 29 | Yannis Tafer        |     |     |
| Entraîneur :   |    |                     |     |     |
| Claude Puel    |    |                     |     |     |